# Tušice
Tušice (Hongaars: Tusa) is een Slowaakse gemeente in de regio Košice, en maakt deel uit van het district Michalovce.
Tušice telt 704 inwoners.